# Venus Awards 2001
Die Venus Awards 2001 waren die fünfte Verleihung des deutschen Pornofilmpreises Venus Award. Sie fand in Berlin im Rahmen der Erotikmesse Venus Berlin statt.

## Preisträger
- Best Actress (USA) – Bridgette Kerkove[1]
- Best Director (USA) – Pierre Woodman[2]
- Best Movie (USA) – Les Vampyres (Metro Studios)
- Best Company in America – Leisure Time Entertainment
- Best European Actor – Toni Ribas
- Best European Actress – Monique Covét
- Innovation of the Year – Berth Milton (Private Media Group)
- Country Award (Spain) – Girls of Private
- Country Award (France) – Marc Dorcel
- Country Award (Italy) – Mario Salieri
- Country Award (Scandinavia) – Beate Uhse Max’s Film AB
- Best European Movie – Divina
- Best German Starlet – Tara Young
- Best German Starlet (Male) – Sachsen Paule
- Best German Actress – Kelly Trump
- Best German Actor – Zenza Raggi
- Best German Director – Harry S. Morgan
- Best German Movie – Matressen
- German Company of the Year – MMV
- Best Video Series in Germany – XXL
- Best Cover – German Beauty
- Best Soft Video – Die Teufelsinsel
- Best Erotic Photographer (Germany) – Uwe Kempen
- Newcomer Company of the Year (Germany) – Inflagranti
- Best German Gay Actor – Antoine Mallet
- Best German Gay Movie – C'est la vie
- Best DVD Product – U-Bahn Girls
- Venus Honorary Award – Teresa Orlowski
- Lifetime Achievement Award – Dirk Rothermund
- Best Web Design – www.dolly-buster.com
- Best Web Content – www.beate-uhse.de
- Internet Innovation (Presentation) – www.pelladytower.com